# Državna cesta D310
D310 je državna cesta u Hrvatskoj. Ukupna duljina iznosi 3,7 km.